# Evangelische Pfarrkirche (Betzenstein)

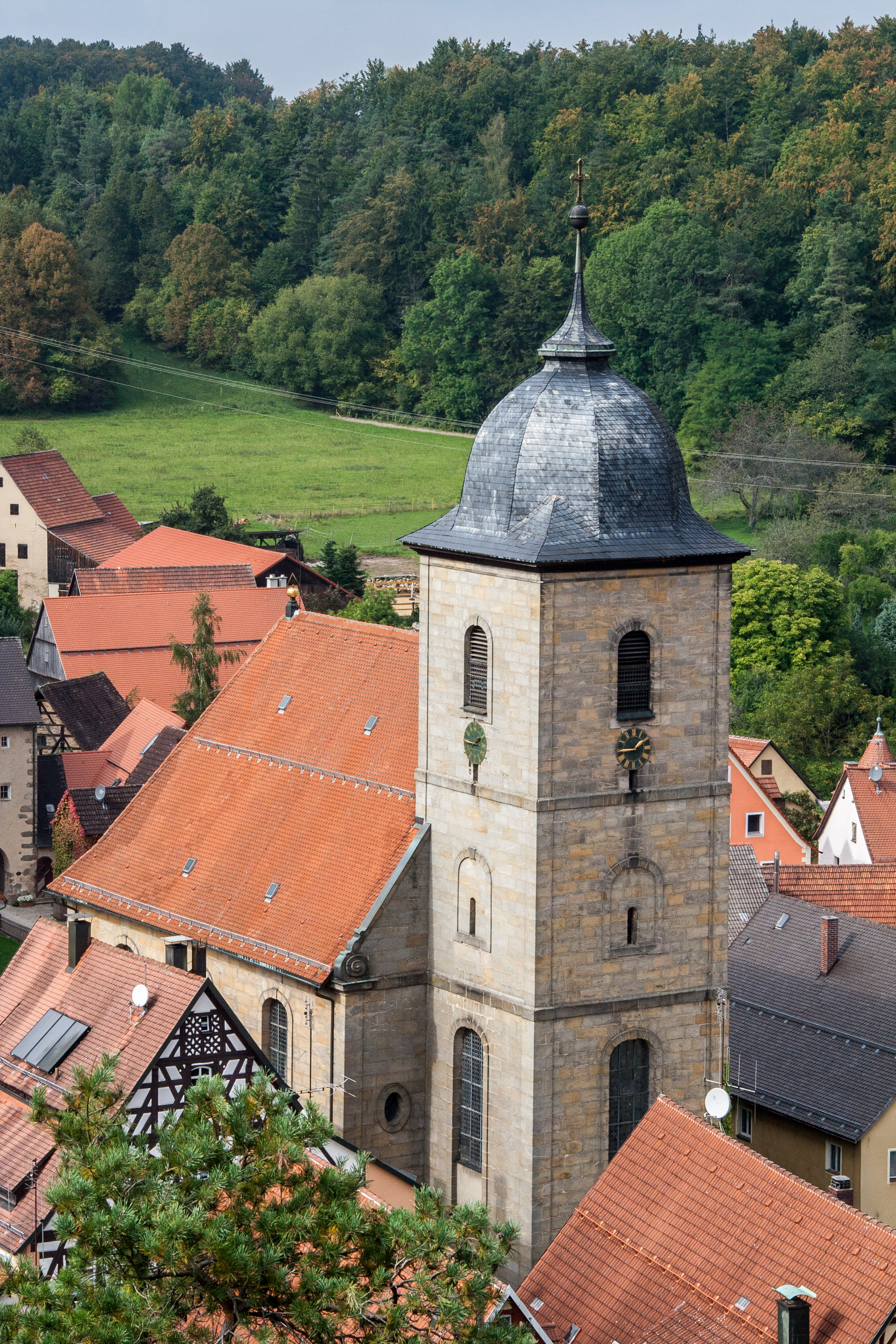
Pfarrkirche (Betzenstein)

Die Evangelische Pfarrkirche Betzenstein ist ein denkmalgeschütztes Kirchengebäude, das in der Stadt Betzenstein im Landkreis Bayreuth (Oberfranken, Bayern) steht. Das Bauwerk ist unter der Denkmalnummer D-4-72-118-20 als Baudenkmal in die Bayerische Denkmalliste eingetragen. Die Kirchengemeinde Betzenstein gehört zum Evangelisch-Lutherischen Dekanat Pegnitz im Kirchenkreis Bayreuth der Evangelisch-Lutherischen Kirche in Bayern.

## Beschreibung
Die desolate Vorgängerkirche wurde 1732 abgerissen und 1733 der Grundstein für die neue Saalkirche nach einem Entwurf von Marx Erckel aus Quadermauerwerk gelegt. Eingeweiht wurde die Kirche 1748. Der Chorturm wurde erst 1739 durch den heutigen, 40 m hohen, mit einer Glockenhaube bedeckten Kirchturm ersetzt. Sein oberstes Geschoss beherbergt die Turmuhr und den Glockenstuhl, in dem drei Kirchenglocken hängen. Der Chor, d. h. das Erdgeschoss des Turms, ist mit einem Kreuzgratgewölbe überspannt. Der Innenraum wird durch die zweigeschossigen Emporen an drei Seiten, die Deckenmalerei und die Patronatsloge bestimmt. Die Kanzel kann nur von der Sakristei begangen werden. Die heutige Orgel hat 25 Register, zwei Manuale und Pedal und wurde 1976 von Ekkehard Simon gebaut.